# Fāryāb-e Sangūyeh
Fāryāb-e Sangūyeh (persiska: فاريابِ سَنگو, فارياب سنگويه) är en ort i Iran.   Den ligger i provinsen Hormozgan, i den södra delen av landet, 1 000 km söder om huvudstaden Teheran. Fāryāb-e Sangūyeh ligger 501 meter över havet och antalet invånare är 609.
Terrängen runt Fāryāb-e Sangūyeh är varierad. Runt Fāryāb-e Sangūyeh är det glesbefolkat, med 11 invånare per kvadratkilometer. Fāryāb-e Sangūyeh är det största samhället i trakten. Trakten runt Fāryāb-e Sangūyeh är ofruktbar med lite eller ingen växtlighet.